# 于姓
于姓是中文姓氏之一，漢語拼音：Yú；粵音：yu4。在《百家姓》排第82位，中國大陸第38大姓（2006年統計）。
「于」姓與姓有分別，作為姓氏「于」姓在轉化為繁體中文的時候，不應寫成「於」。同樣地，「於」姓在轉化為簡體中文的時候，不應轉化為「于」。

## 起源
源出主要有七支：
- 出自子姓。商朝时，盂器皿是当时生活中必需品。河南睢县一带生活着一支擅长制作盂器皿的部落，称“盂”部落，也称于方，即在甲骨文的卜辞中所屡见的“盂方”。到了商朝后期，孟方为商所灭，商王武丁之子封为“于侯”，后迁移到今河南沁县西北。《皇王大纪》记载：商朝末期“西伯勘黎，邘侯来援，南宫适虏邘和黎二君，迁邘侯于翟，免黎侯归国自省”。于侯也称邘侯。周初国灭，子孙以国名为氏，于侯的子孙分别北迁于河南省濮阳县东南和山西省盂县一带。这是史书上最早记录的于姓人群，至少有3100年的历史。[2]
- 出自姬姓：為周武王後代。據《新唐書·宰相世系表》指，武王克殷，分封諸侯，其次子邘叔被封在邘国（今河南沁陽于邘邰鎮），稱于邘叔。後來于邘叔子孫以國名為氏，去邑旁姓于。
- 出自淳于氏：據《古今姓氏書辯證》載，古有淳于氏，唐憲宗李純時為避諱（「純」、「淳」同音），複姓淳于改為單姓于氏。
- 出自鮮卑的萬忸于氏：出自北魏前期中原于氏避三國之亂於平城而改姓的萬忸于氏，在北魏孝文帝推動漢化改革時，恢復本姓于。據《新唐書》所載，鮮卑族的萬忸于氏，原為東海郯縣的山東于姓人，後隨鮮卑俗改之，孝文漢化之後，又復于姓。
- 出自丁零的鮮于氏：孝文漢化之後，亦改于姓。
- 出自满族的尼玛哈氏，因尼玛哈意为“鱼”，故改为同音的于姓和於姓。
- 出自元人的巴延氏，根據《續通志》載，明賜元人姓名巴延達哩曰於忠。

## 播遷
上古時代于姓人皆居於于邘國所在地，位處今日河南境內。秦漢時代，于姓開始向東擴充，至河北、山東，也有部分西遷往陝西、甘肅。自魏晉以后，于姓在北方已是大望族之一。至南宋後開始南遷至廣東，並有部份遷往東北。
今日于姓分佈以山東最多，約佔全中國于姓人口25%；而中國北方地區包括東北地區，則佔全中國于姓人口67%。于姓可謂是一個典型的中國北方姓氏。

## 另見
- 於姓

## 延伸阅读
[在维基数据编辑]
 《百家姓》
 《欽定古今圖書集成·明倫彙編·氏族典·于姓部》，出自陈梦雷《古今圖書集成》